# パンデュールI
パンデュールI（ドイツ語: Pandur I）とは、オーストリアのシュタイアー・ダイムラー・プフ（Steyr-Daimler-Puch AG）が設計した、6輪式の装甲兵員輸送車（装輪装甲車）である。
当初は単にパンデュールと呼ばれていたが、後に改良型のパンデュールIIが登場して以降は、区別のために現在の名前に改名された。

## 概要
パンデュールの設計は、1980年代に軍の発注の無いまま、シュタイアー社が独自にプライベートベンチャーとして開発を進めた。
パンデュールの設計にはモジュラー構造が取り入れられており、各種の派生型を容易に生産可能にしている。
エンジンは車体前面の右側に搭載されており、左側に運転席が存在する。同じ6輪式の装甲兵員輸送車であるドイツのフクスやフィンランドのXA-180と異なり、兵員区画の屋根が運転席部分よりも一段高くなっており、運転席のすぐ後ろに機関銃ターレットが配置されている。

## 派生型

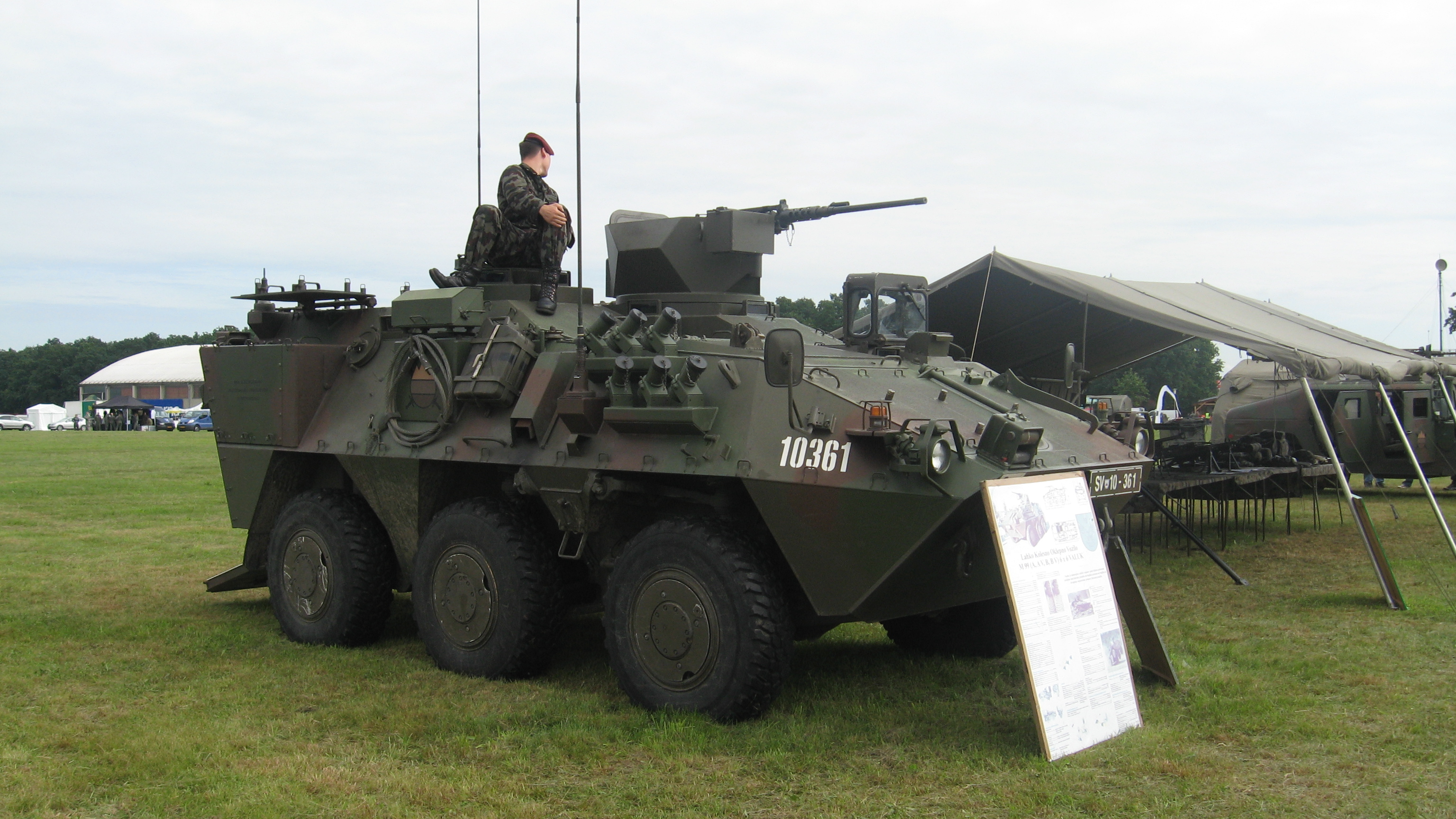
LKOV ヴァルク。
基本型である装甲兵員輸送車仕様

モデルA
車体の中央部から後部にかけての屋根が高くなっている。
- 装甲兵員輸送車
- 装甲救急車
- 対戦車車両
- 回収・修理車両（装甲回収車）
- 指揮通信車

モデルB
屋根の高さが同じ
- 水陸両用車

車体背面下部に、2基のウォータージェットを装備
- 自走迫撃砲
- 戦闘偵察車

兵員搭乗区画の屋根に砲塔を搭載可能。20mm機関砲からコッカリル 90mm低圧砲まで、各種の兵装を運用可能なようになっている。
LKOV ヴァルク
スロベニアでライセンス生産された型。
- 装甲兵員輸送車

乗員は3名+兵員6名。12.7mm重機関銃かH&K GMWを装備。
- 装甲救急車

乗員は2名+負傷兵は4~6名。武装は無し。
- 自走迫撃砲

乗員は2名+砲操作要員2名。イスラエルのソルタム・システムズ製120mm自走迫撃砲システムCardomを搭載。
- 装甲偵察車

乗員は3名。兵装はM242 ブッシュマスター と同軸の7.62mm機関銃を、イスラエルのラファエル社製OWS-25に搭載。必要に応じてBGM-71 TOW対戦車ミサイルも装備可能。
パンデュールII
パンデュールIの後継として開発された車両。6輪式と8輪式が存在。

## 採用国
- オーストリア - 1996年に71両を受領。2023年時点で、71両のパンデュール、50両のパンデュール EVOを保有している[1]。
- ベルギー - 60両をライセンス生産で受領。2024年時点で、ベルギー陸上構成部隊が30両の装甲偵察車型と4両の装甲回収車型を保有[2]。
- ガボン - 20輌を受領
- クウェート - 70輌を受領
- ソロモン諸島 - ソロモン諸島警察隊が治安任務用に装備。
- スロベニア - LKOV ヴァルク（英語版、スロベニア語版）として85輌をライセンス生産。
- アメリカ合衆国 - アメリカ陸軍特殊作戦コマンドがArmored Ground Mobility System (AGMS)として50輌を受領

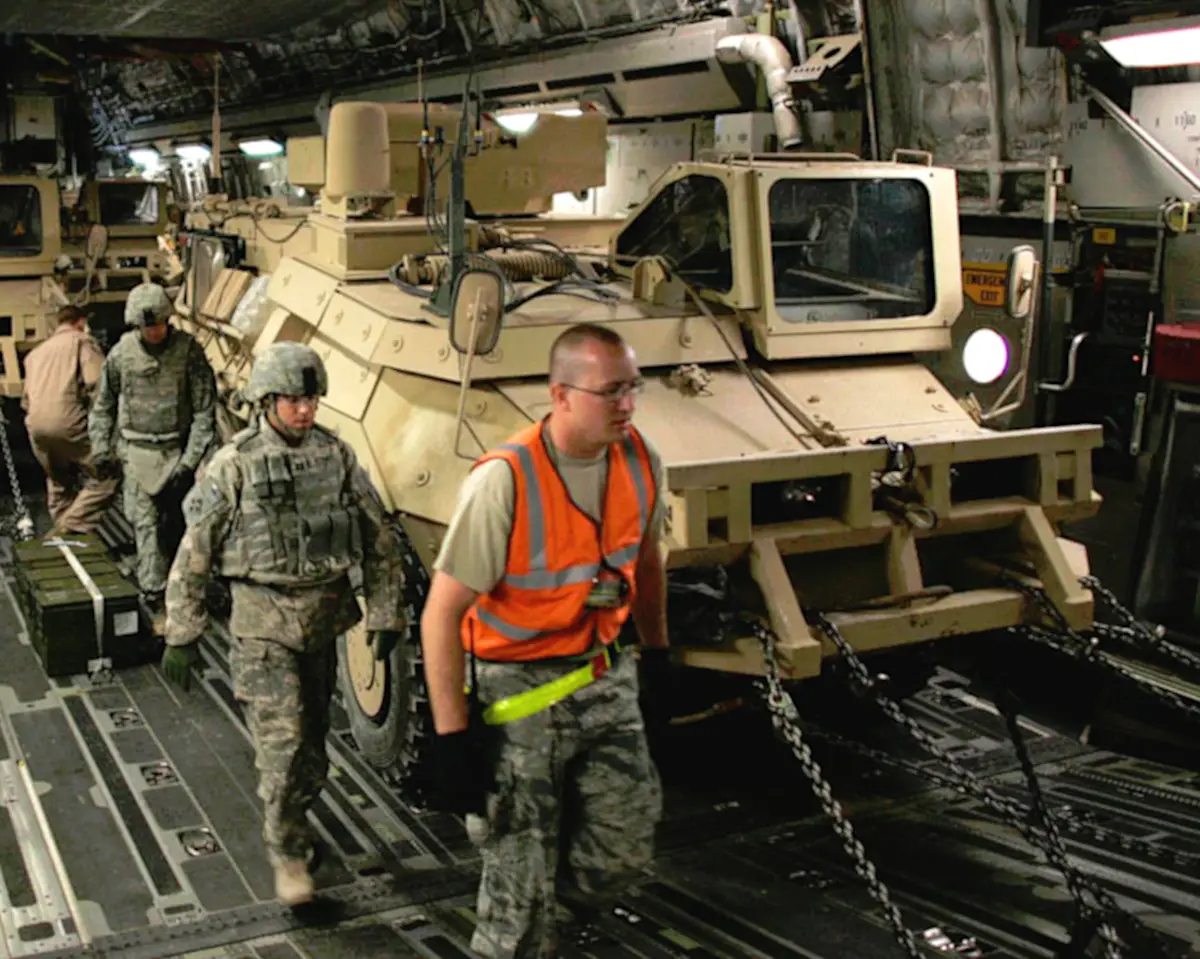
AGMS装甲地上機動システム

- ウクライナ ｰ スロベニアから20両供与[3]。

## ギャラリー

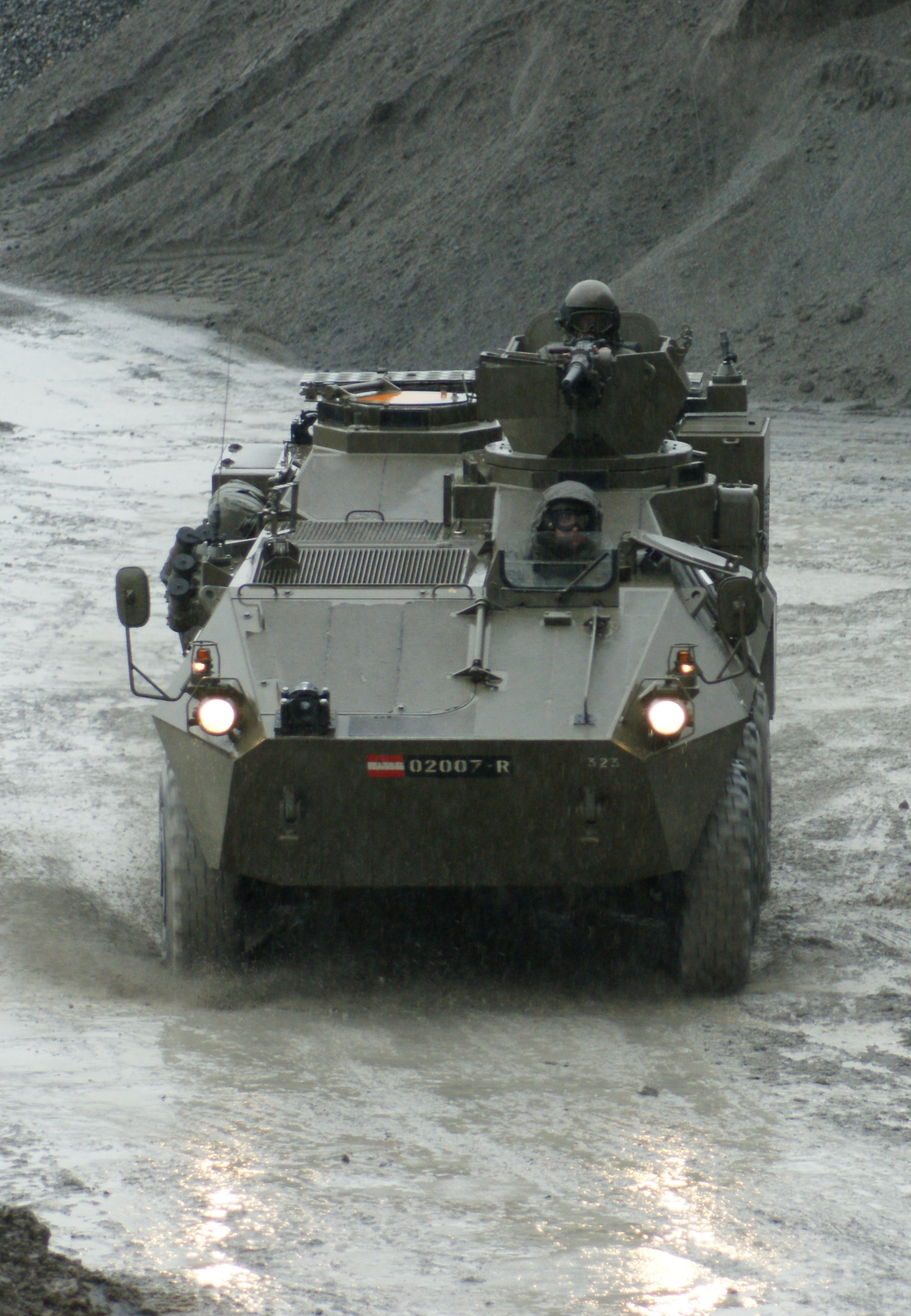
前から見たパンデュールI
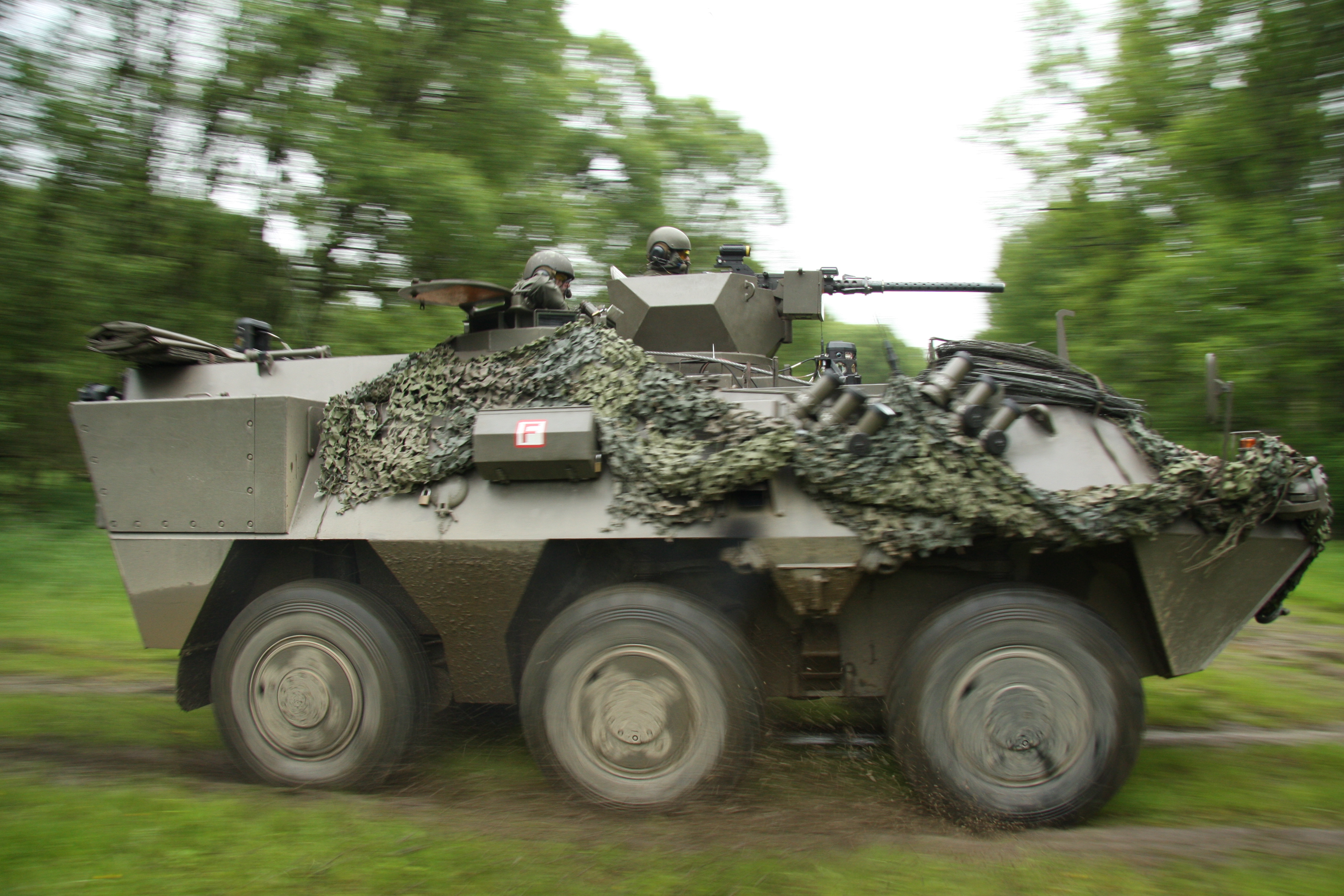
側面から見たパンデュールI
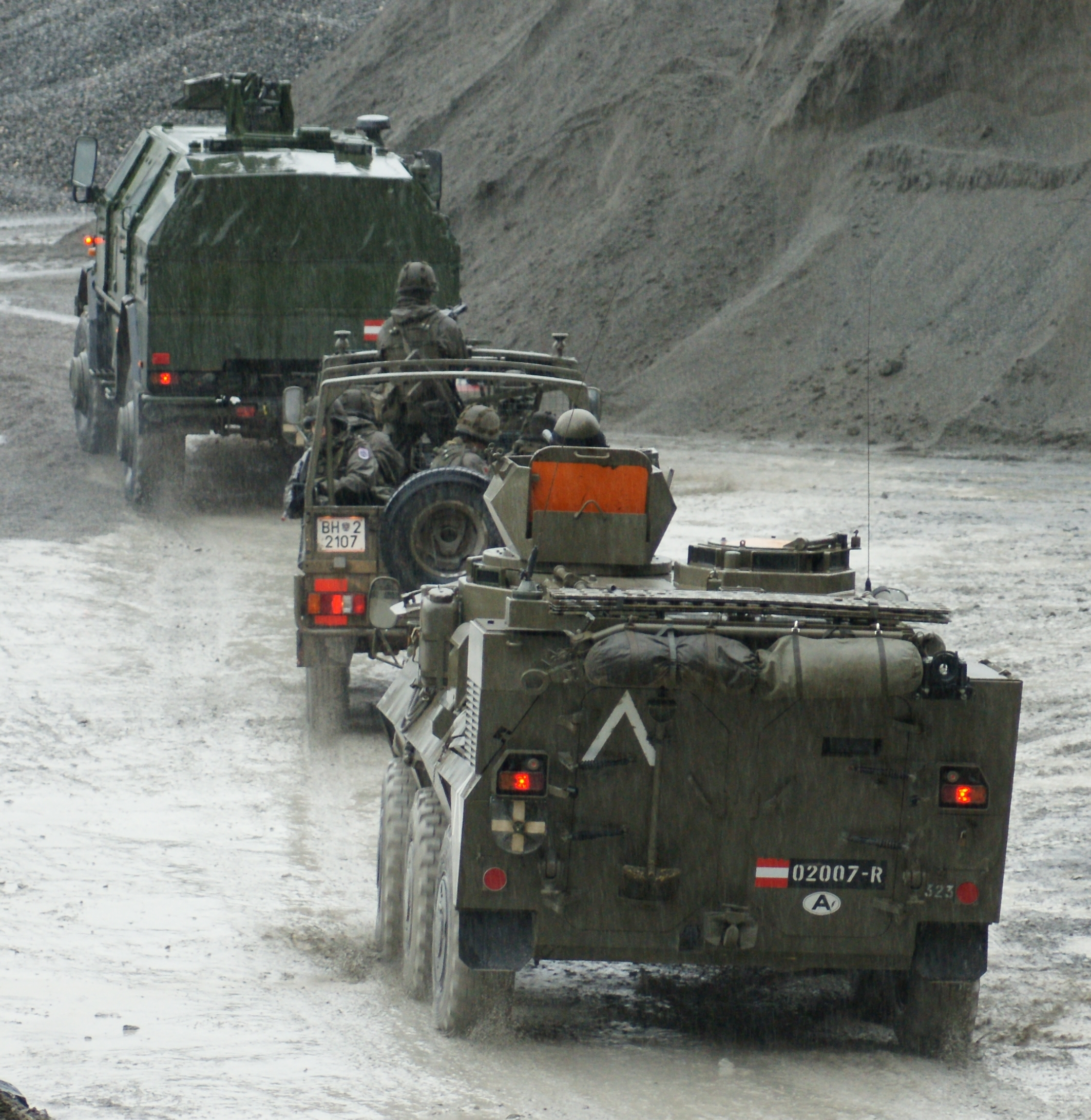
後部から見たパンデュールI パンデュールIの前にいるのは、ATF ディンゴ2（前）と、Pinzgauer High Mobility All-Terrain Vehicle（中）